# Axel Brücker
Pour les articles homonymes, voir Brucker.
Axel Brücker est un producteur de télévision, programmateur de cinéma, organisateur de festivals et écrivain français, né le 9 janvier 1948 à Neuilly-sur-Seine (Hauts-de-Seine). 

## Biographie

### Origines et formation
Axel Brücker est le troisième fils de Claude Brücker, Alsacien, grande figure du cinéma d'art et d'essai qui révéla au public français les premiers films de réalisateurs comme Ingmar Bergman ou Federico Fellini. Sa mère, Christine, sœur de Marc Légasse, est basque. 
Il est le frère puiné de deux autres célébrités, d'Éric Brücker (alias Akim) (1945-2002) — ayant interprété quelques chansons dans les années 1960 notamment des titres des Beatles et un titre en duo avec Sheila — et de l'épidémiologiste Gilles Brücker (né en 1946).
Après des études secondaires au lycée Janson-de-Sailly et au cours Saint-Louis, il part à Los Angeles en Californie pour suivre des cours de théâtre et de cinéma.
En 1968, il effectue son service militaire au Service d'information et de cinéma aux armées, le SIRPA.

### Carrière
En 1970, Marcel Bleustein-Blanchet confie à Axel Brücker la direction des cinémas Publicis. Il y rencontre Daniel Toscan du Plantier qui l'embarque en 1975 dans l'aventure Gaumont auprès de Nicolas Seydoux qui vient de prendre le contrôle de la célèbre firme cinématographique.
En 1978, Axel Brücker rejoint l'aventure du quotidien Le Matin de Paris dont il prend la direction générale de la publicité.
En 1983, il crée la société « Génériques », régie de publicité et de relations publiques spécialisée dans le cinéma. Il crée, la même année, avec son épouse Anne Foucart, une agence de relations de presse dénommée « Réclame ».
En 1987, Axel Brucker reprend le célèbre cinéma Le Mac Mahon, temple parisien de la cinéphilie. Au sein de la société Mac-Mahon Distribution, il réédite en France les plus célèbres comédies musicales de Hollywood ou des grands classiques comme Ben-Hur.
En 1999, Axel Brücker et ses sociétés rejoignent le groupe Le Public Système dont il devient l'un des directeurs associés.
En 2004, il rejoint Vincent Bolloré qui vient de racheter Le Mac-Mahon, et entre dans le groupe Bolloré comme directeur Médias et participe au lancement de la chaîne Direct 8 qu'il quitte en 2008 pour se consacrer au Trailers Museum (en français, le musée de la Bande-annonce) et à la réalisation d'émissions de télévision et de radio. Le Trailers Museum, dont les bureaux et les salles de montage sont installés à Suresnes, regroupe une collection de plus de vingt mille bandes-annonces sur l'histoire du cinéma.
En 2016, Axel Brücker participe à la reprise de l'hebdomadaire La Semaine du Pays basque et en devient le directeur de la publication.

## Principaux films réédités en France
Ben-Hur, Gigi, Les Blues Brothers, La Veuve joyeuse d'Ernst Lubitsch, Un Américain à Paris, Un jour à New York…

## Principaux événements et productions
- Festival international de la bande-annonce, créé en 1974 (FIBA), dans le cadre du Festival de Cannes.
- Nuits de la bande-annonce, créées en 1976 au Grand Rex à Paris et dans les principales grandes villes.
- Nuit de la bande-annonce sur différentes chaînes comme France 3, France 2.
- La Fabuleuse Histoire de la bande-annonce, série sur CineInfo.
- Histoires de la bande-annonce, série sur Ciné-Cinémas.
- Prochainement sur cet écran, série sur France Culture.

## Divers
- Axel Brücker est l'un des organisateurs auprès de la Fédération nationale des cinémas français (FNCF) du Congrès du cinéma et, avec la FNDF (Fédération des distributeurs) de la Journée des distributeurs.
- Membre de la Commission de classification des œuvres cinématographiques.
- Grand-maître de la Confrérie des vins de Suresnes.

## Ouvrages
- Fulcanelli et le Mystère de la croix d'Hendaye, éditions Séguier, Paris, 2005.
- La Promesse de vente, roman, éditions Séguier, Paris, 2006.
- Une Maison mauresque au Pays basque, éditions Atlantica, 2014.
- Le Maréchal Moncey (préface Thierry Lentz) éditions Michalon, 2021.

## Décorations
- Chevalier de la Légion d'honneur
- Chevalier de l'ordre national du Mérite
- Officier dans l'ordre des Arts et des Lettres
- Chevalier dans l'ordre du Mérite agricole.